# Ulsan HD Football Club
Ulsan HD FC é um clube de futebol sul-coreano, da cidade de Ulsan. Atualmente disputa a K-League. O clube é propriedade da Hyundai Heavy Industries.

## História

### Inicio
O clube foi estabelecido em  6 de dezembro 1983, eles entraram na K League em  1984 com o nome Hyundai Horang-i. Inicialmente a franquia era sediado em Incheon, aonde ficou até 1989. 

### Mudança para Ulsan
No inicio dos anos 90 o clube se mudou para a cidade de Ulsan.
Após ter ganho seu primeiro campeonato em 1996, o clube amargou um período sem títulos do campeonato Sul-Coreano, voltando a vencer em 2005 o seu segundo campeonato da K-League.

## Títulos
| Continentais  | Continentais                             | Continentais | Continentais                  |
|               | Competição                               | Títulos      | Temporadas                    |
| ------------- | ---------------------------------------- | ------------ | ----------------------------- |
|               | Liga dos Campeões da AFC                 | 2            | 2012 e 2020                   |
|               | Copa do Leste Asiático                   | 1            | 2006                          |
| Nacionais     |                                          |              |                               |
|               | Competição                               | Títulos      | Temporadas                    |
|               | K-League                                 | 5            | 1996, 2005, 2022, 2023 e 2024 |
| Coreia do Sul | Copa da Coreia do Sul                    | 1            | 2017                          |
| Coreia do Sul | Copa da Liga da Coreia do Sul            | 5            | 1986, 1995, 1998, 2007 e 2011 |
| Coreia do Sul | Supercopa da Coreia do Sul               | 1            | 2006                          |
| Coreia do Sul | Korea Professional Football Championship | 1            | 1986                          |

 Campeão Invicto

## Campanhas de destaque

### Internacionais
- Copa do Mundo de Clubes da FIFA: 6º lugar - 2012